# Mesorhabditis spiculigera
Mesorhabditis spiculigera är en rundmaskart. Mesorhabditis spiculigera ingår i släktet Mesorhabditis och familjen Rhabditidae. Inga underarter finns listade i Catalogue of Life.